# Alter Hafen (Würzburg)

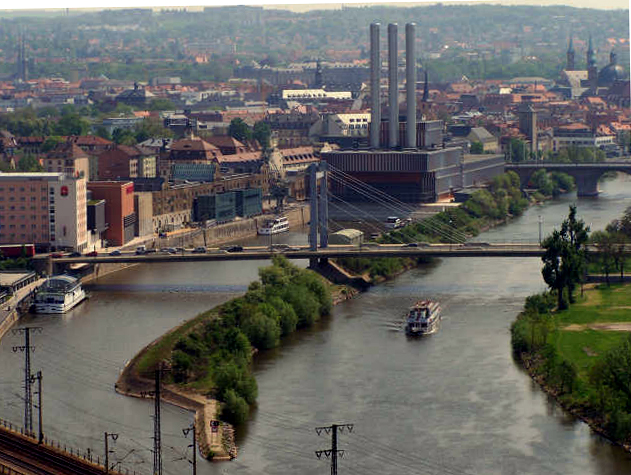
Der Alte Hafen (links), der Main (rechts)

Der Alte Hafen in Würzburg wurde im 19. Jahrhundert angelegt. Er ist der älteste Teil des Würzburger Hafens und dient heute noch der Passagierschifffahrt und als Standort für vielfältige kulturelle Einrichtungen.

## Geschichte
Die ersten Frachtschiffe legten unweit des Stadtzentrums am Mainufer an. Dort wurde 1773 der Würzburger Hafenkran mit einer Kaianlage fertiggestellt. Nördlich davon entstand ein Winterhafen zur Überwinterung von Schiffen bei Eisgang.
1846 wurde der Steinturmtretkran durch einen Eisenkran am Kranenkai ersetzt. Durch Begradigungsmaßnahmen am Main versumpfte der Winterhafen in der zweiten Hälfte des 19. Jahrhunderts und nachdem er zugeschüttet wurde, entstand dort 1881 ein Schlachthof.
Von 1875 bis 1877 wurde der Bayerische Staatshafen, heute der Alte Hafen, als Holzfloß- und neuer Winterhafen angelegt. Er erhielt 1882 einen Gleisanschluss. 1903/04 wurde die Anlage zum Handelshafen ausgebaut. Gleichzeitig wurde das damals 128 Meter lange Lagerhaus des Staatshafens, der heutige Kulturspeicher, errichtet und der Bau des Hauptzollamts mit eigenen Lagerhallen begonnen. Das 1902 bis 1904 für 450.000 Mark gebaute Lagerhaus mit Getreidespeicher wurde durch die Hafen- und Lagerhausbetriebe der Stadt Würzburg, die den Hafenbetrieb 1904 übernommen hatte, betrieben und später auf 160 m verlängert. Von 1905 bis 1913 erfolgten weitere Investitionen in den Hafen.
Mit der Kanalisierung des Mains und der Anlage des 87 Hektar großen Areals des Neuen Hafens Würzburg von 1934 bis 1940 verlagerte sich der Hafenbetrieb in den Westen der Stadt. Bis 1955 wurde auch die sich anschließende 18 ha große Anlage des Flusshafens in Betrieb genommen.

### Heizkraftwerk

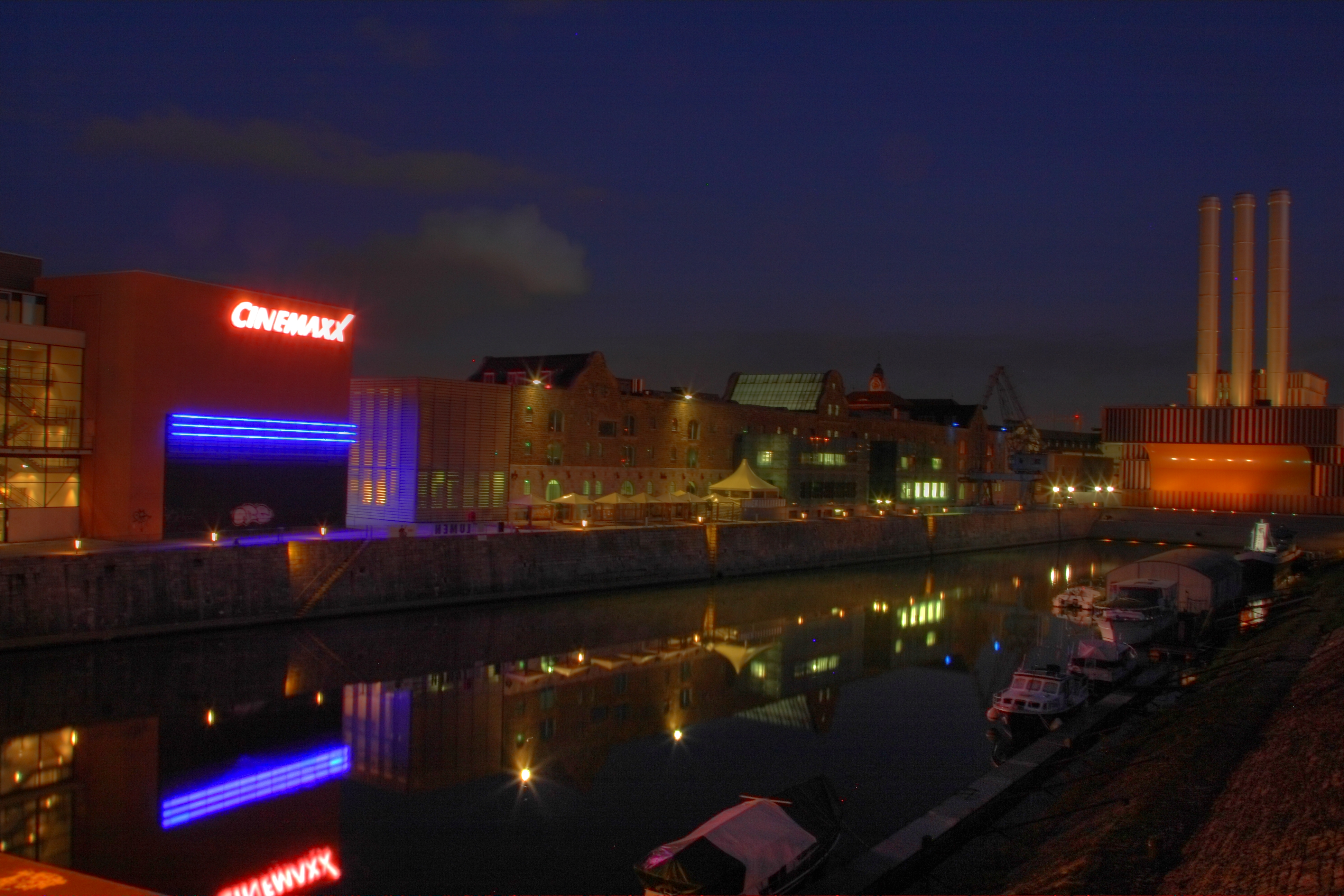
Der Alte Hafen bei Nacht

Bei der Errichtung des Heizkraftwerks bis 1954 wurde das Hafenbecken des Alten Hafens verkleinert. 1957 erwarb die Stadt das Areal des Alten Hafens vom Staat Bayern.
Ursprünglich besaß das Kraftwerk einen 105 m hohen Schlot, der damit auf gleicher Höhe wie die Festung Marienberg war.
Heutzutage entdeckt man im Alten Hafen drei silberne Abluftrohre des Heizkraftwerkes der WVV. Zwischen 2005 und 2006 wurde es zu einem modernen Zweckbau umgestaltet.
Das Kraftwerk hat eine hochmoderne und 150 Tonnen schwere Gasturbine mit einer Gesamtleistung von 70 Megawatt. Die Zeiten der Kohleverfeuerung gehören der Vergangenheit an. Allerdings ließ man die alten Kohle-Kessel als Notfallreserve im Kraftwerk stehen.

### Kulturspeicher

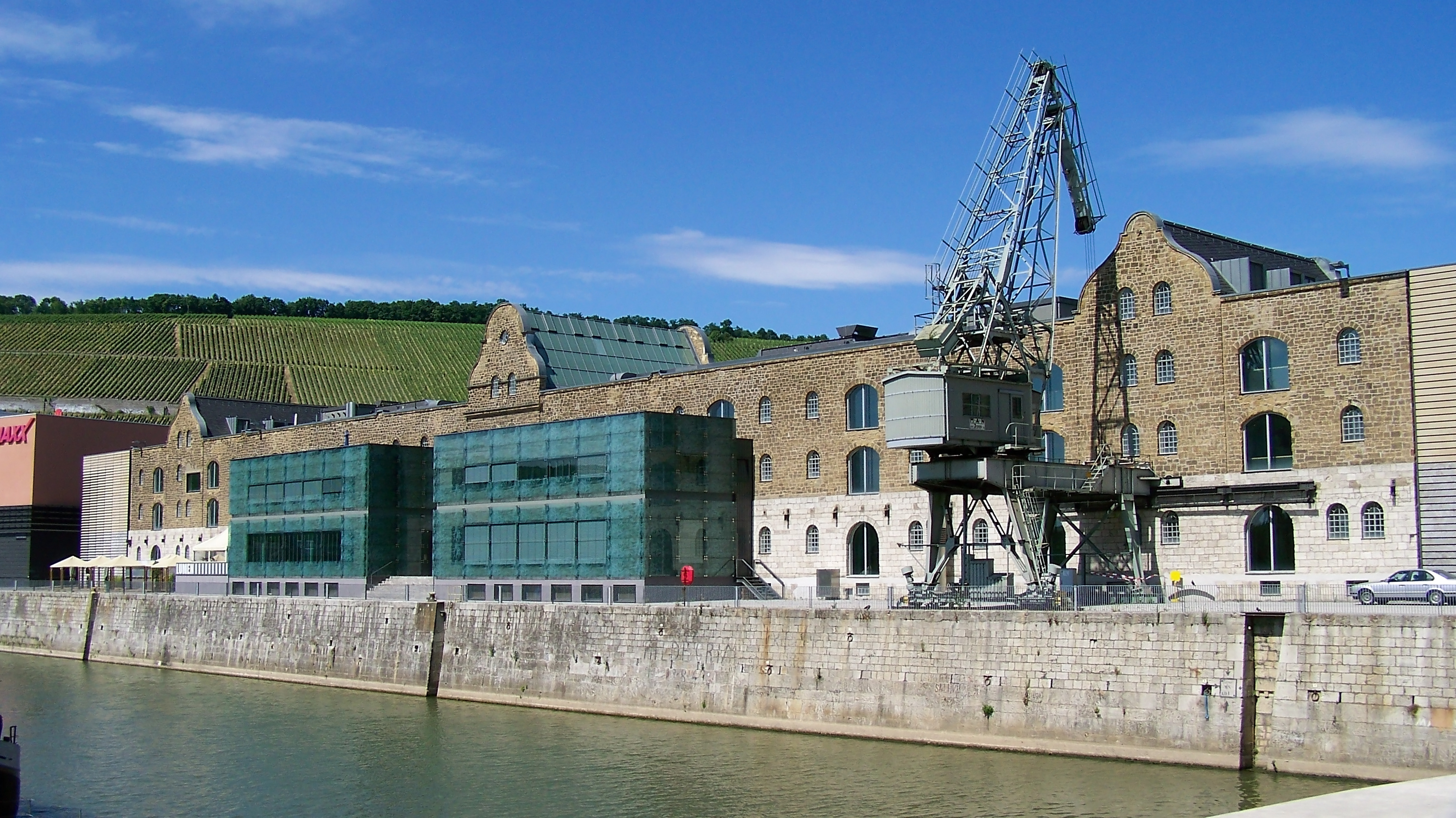
Der Kulturspeicher mit Hafenkran

Der Kulturspeicher ist ein ehemaliger Getreidespeicher. Das ursprünglich 1904 für die bayerischen Staatshäfen errichtete Gebäude wurde zu einem Kulturzentrum umgebaut und beherbergt seitdem das Museum im Kulturspeicher mit zwei ständigen Sammlungen, das Theater tanzSpeicher und eine Tanzwerkstatt. Auch das ehemals in Sommerhausen ansässige Kabarett Bockshorn bezog im Kellergeschoss des Kulturspeichers Räume.
Die Pläne für den Umbau des bis in die 1990er Jahre brach liegenden Speichergebäudes gehen auf das Jahr 1993 zurück, als eine Kunstspende – die Sammlung Peter C. Ruppert – Konkrete Kunst in Europa nach 1945 angemessen untergebracht werden musste. Als Sieger des Architekten-Wettbewerbs gingen im April 1996 die Tirschenreuther Architekten Peter und Christian Brückner hervor. 2002 wurde der rund 22 Mio. € teure Umbau fertiggestellt.

## Heutige Nutzung

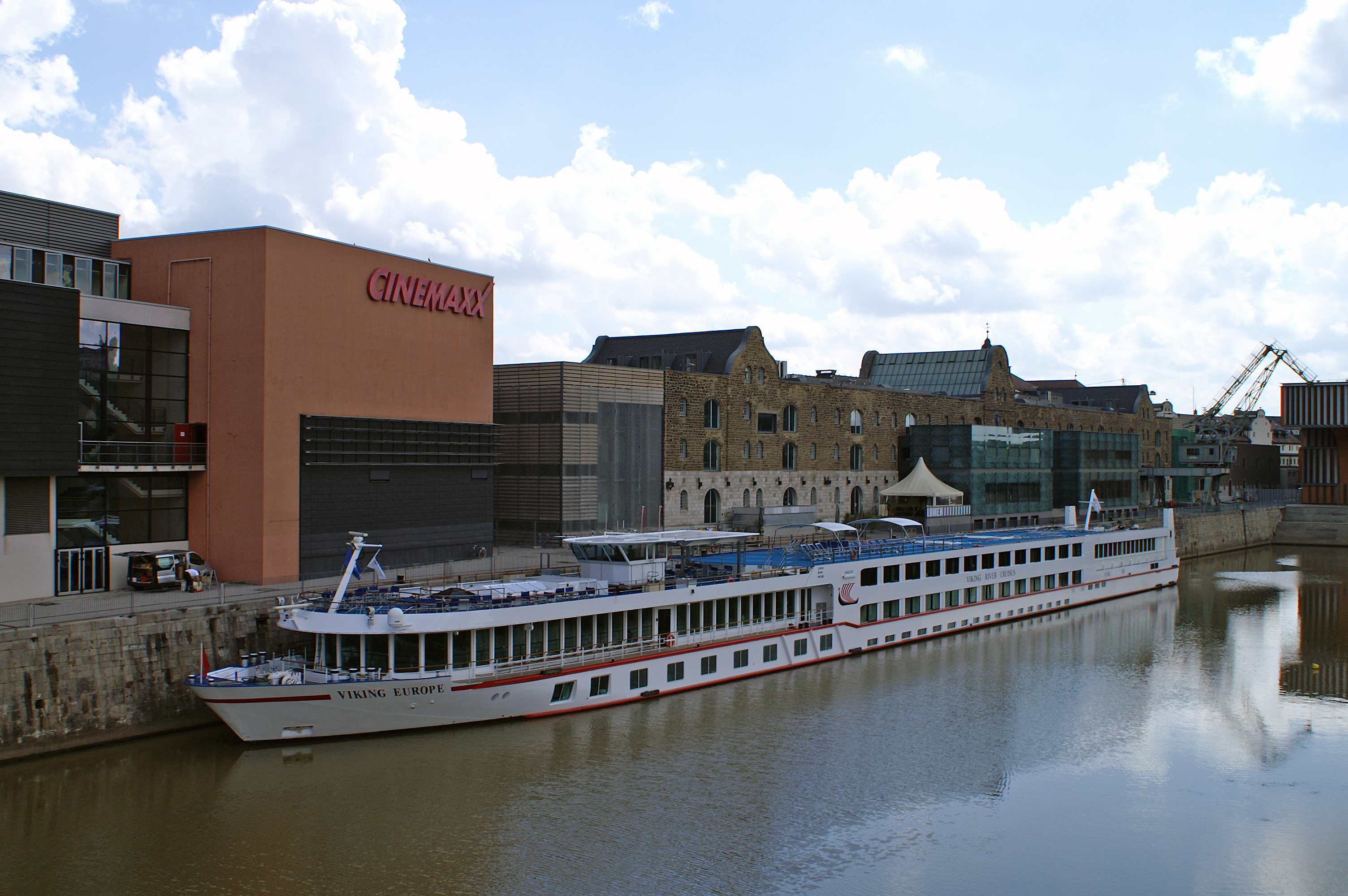
Die Viking Europe im Alten Hafen

Der Alte Hafen bietet heute drei Anlegestellen für Flusskreuzfahrtschiffe und weitere Anleger für Sportboote. Zudem liegen dort das Kunstschiff Arte Noah und eine schwimmende Diskothek.
Die Anlagen wurden seit den 1990er Jahren saniert und der Getreidespeicher bis 2001 zum Kulturspeicher umgebaut. Seit 2009 wird ein Skulpturenufer angelegt. Daneben gibt es ein Großkino, Diskotheken, gastronomische und Beherbergungsbetriebe auf dem ehemaligen Hafenareal.
Das Alte Zollamt, von 1907 bis 2007 Hauptzollamt, wurde durch die Stadt angekauft und seitdem teilweise als Technisches Rathaus mit Hoch- und Tiefbauamt genutzt; auch der städtische Entwässerungsbetrieb ist darin untergebracht.
Aus den Hafen- und Lagerhausbetrieben der Stadt Würzburg entstand in den 1970er Jahren die Würzburger Hafen-GmbH, die heute zur Würzburger Versorgungs- und Verkehrs-GmbH (WVV) gehört.

## Anlage

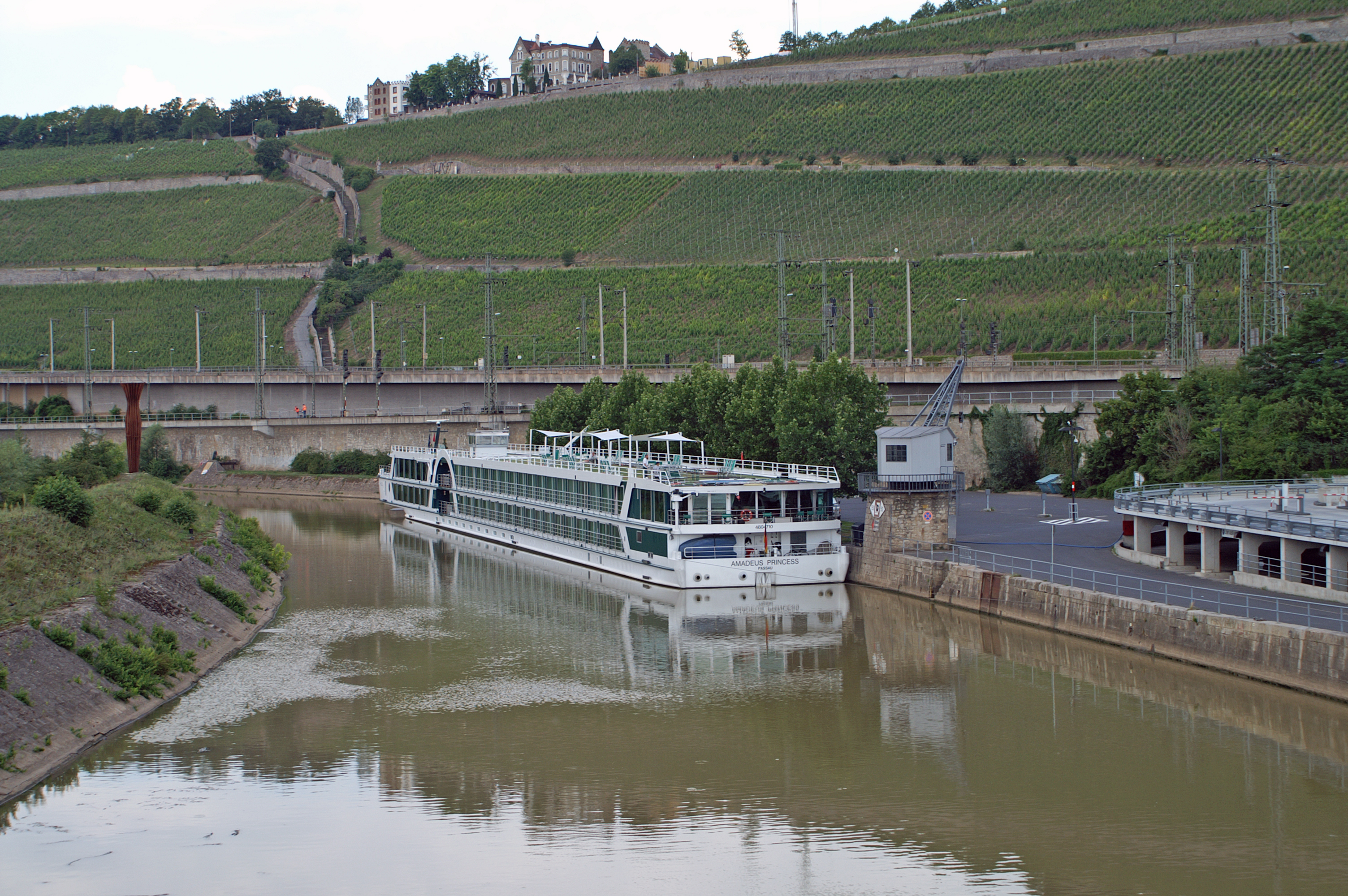
Weinlage Stein hinter dem Alten Hafen

Das Hafenbecken hat heute noch eine Länge von 550 Metern und ist 50 m breit. Von vier Hafenkranen blieben zwei als technische Denkmale erhalten.